# Knut Hultgren
Knut Hultgren, född 22 mars 1910 i Helsingborg, Sverige, död 20 oktober 1985, var en norsk skådespelare.
Hulgren verkade vid Det Nye Teater, Folketeatret, Oslo Nye Teater och Nationaltheatret. Han filmdebuterade 1961 i Norges söner och medverkade i sammanlagt nio film- och TV-produktioner 1961–1977.

## Filmografi
- 1961 – Den anstendige skjøgen
- 1961 – Norges söner
- 1964 – Klokker i måneskinn
- 1965 – To på topp
- 1967 – De blanke knappene
- 1968 – Rettssaka mot LeRoi Jones
- 1975 – Olsenbandens sista kupp
- 1976 – Den sommaren jag fyllde 15
- 1977 – Karjolsteinen